# Fritz Berger (Maler)
Fritz Berger (* 26. Juni 1916 in Innsbruck; † 2002 ebenda) war ein österreichischer Maler.

## Leben
Fritz Berger besuchte die Bundesgewerbeschule in Innsbruck und studierte von 1937 bis 1944 an der Akademie der Bildenden Künste Wien bei Karl Sterrer. Eine schwere Verletzung im Zweiten Weltkrieg im Jahr 1941 überlebte er nur knapp, verlor dabei aber den rechten Arm und das rechte Auge. Mit einer eigens entwickelten marionettenartingen Konstruktion brachte er sich das Zeichnen mit der linken Hand bei.
Nach dem Krieg war er als Bühnenbildner, Illustrator und Maler tätig. 1948 beteiligte er sich an der vom Französischen Kulturinstitut organisierten Ausstellung Jeunes peintres tyroliens d'avantgarde. Er betreute viele Jahre lang die Galerie am Grillhof in Vill und leitete zahlreiche Volkshochschulkurse. Berger war vielseitig künstlerisch tätig und schuf Porträts, Akte, Plakate, Illustrationen, Karikaturen und Bühnenbilder sowie Entwürfe für Gobelins und Gefäßkeramik. Er gestaltete zahlreiche Wandbilder in Fresko-, Keimfarben- und Sgraffitotechnik sowie mit Keramikplatten, insbesondere an öffentlichen Gebäuden im Rahmen der Kunst-am-Bau-Aktion des Landes Tirol in der Nachkriegszeit.
Fritz Berger war mit der aus Wien stammenden Tänzerin Emmi Berger (* 1914) verheiratet, die Rhythmische Gymnastik unterrichtete und als Pionierin der modernen Bewegungslehre in Tirol gilt. Ihr gemeinsamer Sohn ist der Kameramann Christian Berger.
Bergers Werk zeigt weniger den Symbolismus und die Neue Sachlichkeit seines Lehrers Sterrer, sondern den Einfluss des abstrakten Expressionismus etwa des amerikanischen Künstlers Franz Kline sowie des Kubismus. Die Schwelle zur Gegenstandslosigkeit überschritt Berger allerdings nicht.

## Auszeichnungen
- Preis der Landeshauptstadt Innsbruck für künstlerisches Schaffen, 3. Preis Malerei und Grafik, 1952[5]

## Werke im öffentlichen Raum

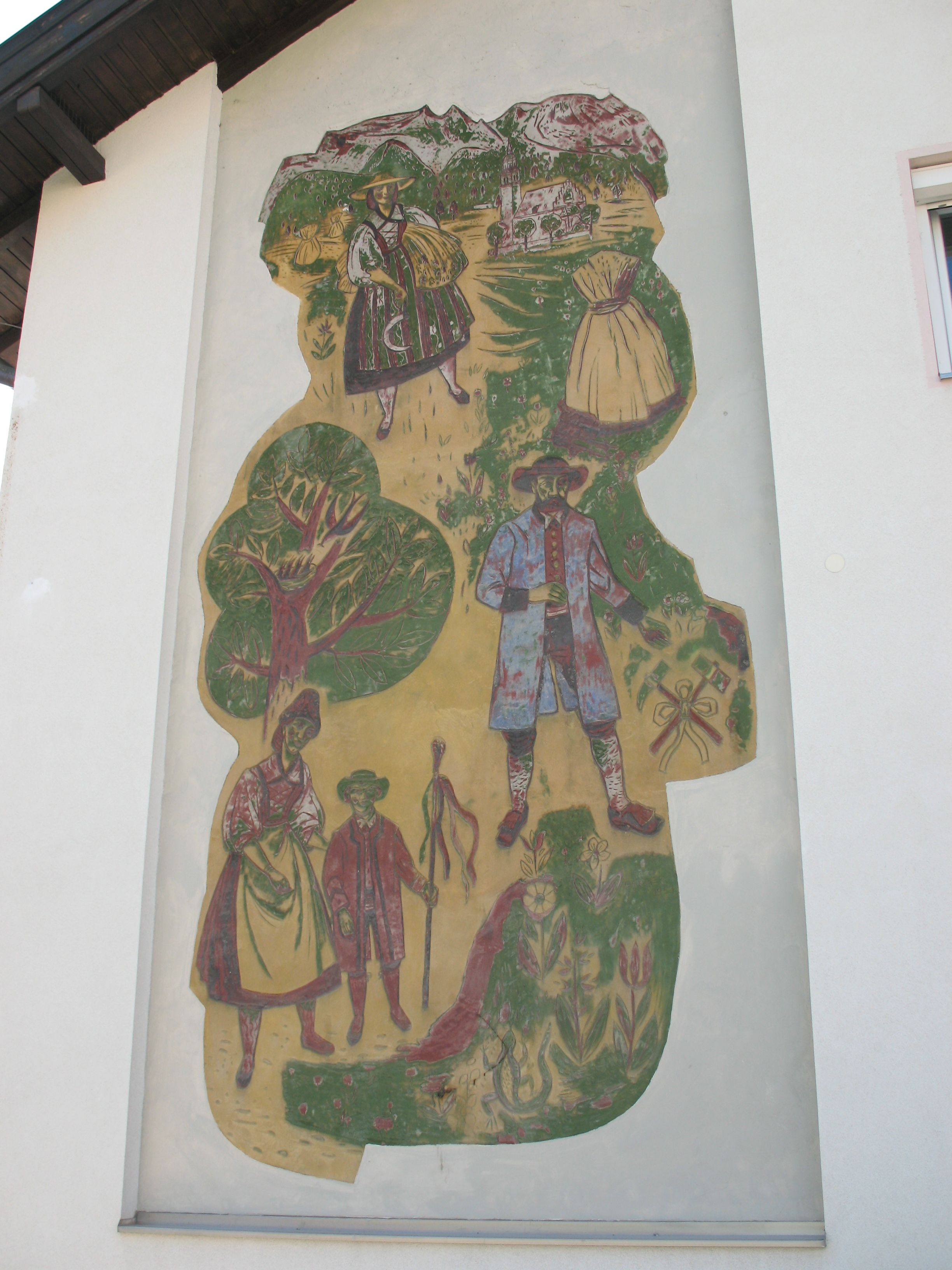
Sgraffito am ehemaligen Lehrerwohnhaus in Absam (1953)

- Sgraffito mit spielenden Kindern in der Natur, Volksschule (heute Ganghofer-Museum), Leutasch, 1950[6]
- Sgraffito mit Szenen aus dem Absamer Dorfleben, ehemaliges Lehrerwohnhaus, Absam, 1953[7]
- Sgraffito mit Berglandschaft, Stadtansicht, hl. Johannes d. T. und Familie, Bauernhof Tragseil, Lans, 1953[8]
- Wandbild Schulkinder, Tiere und Landschaft, Volksschule Wattenberg, 1953[9]
- Wandgemälde, Berufsschule Mandeslbergerstraße, Innsbruck-Wilten, 1956[10]
- Sgraffito, Wohnhaus Schöpfstraße 49, Innsbruck, 1958[11]
- Sgraffito am Eckerker, Volksschule Gries im Sellrain, um 1958[12]
- Sgraffiti zum Thema Wein, Wohnhaus Leopoldstraße 41a, Innsbruck-Wilten, 1959[13]
- Fassadenmalereien, städtische Wohnanlage Dr.-Glatz-Straße, Innsbruck-Pradl, 1958[14]
- Wandbilder mit Szenen aus den Bundesländern und Märchenbildern, Doppelvolksschule Pradl-Ost, 1956–1960[15]
- Fassadenmosaik, Wohnhaus Ing.-Thommen-Str. 5, Innsbruck-Wilten, um 1960[16]